# Хана Монтана
Вижте пояснителната страница за други значения на Хана Монтана.
„Хана Монтана“ (на английски: Hannah Montana) e американски сериал, който се излъчва между 24 март 2006 г. и 16 януари 2011 г. по Disney Channel.
Разказва за момиче на име Майли Стюърт (в ролята: Майли Сайръс), което е родено в Тенеси, но семейството му се премества в Малибу. В калифорнийския град Майли води двойствен живот – в част от живота си е нормално момиче, а в друга е поп-сензацията Хана Монтана. За тайната ѝ знаят само най-близки роднини и приятели. В ролята на Роби Рей Стюърт – бащата на Майли, е Били Рей Сайръс, а ролята на брат ѝ Джаксън Стюърт се изпълнява от Джейсън Ърлс.
Сериалът е номиниран за награда „Еми“ в категорията на праймтайм предавания за Изключителни детски предавания, отнасяща се за периода 2007 – 2013 г. Филмът към сериала, „Хана Монтана: Филмът“, излиза на 2 ноември 2008 г. „Хана Монтана завинаги“ започва излъчването си на 11 юли 2010 г., ставайки първият сериал на Disney Channel, който преминава към формат на картината с по-висока разделителна способност. Сезонът е известен още като „Хана Монтана завинаги“ (Hannah Montana Forever). Все още не е излъчен последния епизод тъй, като в България свършва с този сезон, но в Америка продължава.

## Излъчване
| Сезон | Сезон | Епизоди | Начало на сезона | Край на сезона   |
| ----- | ----- | ------- | ---------------- | ---------------- |
|       | 1     | 26      | 24 март 2006     | 30 март 2007     |
|       | 2     | 29      | 23 април 2007    | 12 октомври 2008 |
|       | 3     | 30      | 2 ноември 2008   | 14 март 2010     |
|       | 4     | 13      | 11 юли 2010      | 16 януари 2011   |

## Продукция

### Концепция
Предаването е съвместна продукция на It's a Laugh Productions, Michael Poryes Productions и Disney Channel Original Productions. Създателят му, Майкъл Пориес, е участвал и в създаването на друг сериал на канала, That's So Raven. Хана Монтана е заснет в Сънсет Бронсън Студиос в Холивуд, Калифорния.
Идеята за сериала идва от епизода на That's So Raven „Goin' Hollywood“ (бел.пр. „Отиваме в Холивуд“), който служи и като пилотен епизод за друго предаване, временно кръстено Better Days (бел. пр. „По-добри дни“), с участието на Алисън Стоунър. Сюжетът на шоуто е детска телевизионна звезда от едноименно предаване, която се опитва да води нормален живот в училище. Епизодът на „Хана Монтана“ „Ново хлапе в училище“ („New Kid In School“) е съставен именно с тази идея. В оригиналния замисъл за „Хана Монтана“ главната героиня се казва Клоуи Стюарт и за ролята от Дисни обмислят участието на актриси като Джордан Маккой, Тейлър Момсън и певицата ДжоДжо. Майли Сайръс се явява на прослушване за ролята на най-добрата приятелка на Клоуи, Лили Ромеро, чието име е по-късно променено на Лили Тръскот, но е одобрена за главната роля вместо това. След избирането и името на главната героиня е променено на Майли Стюарт. За псевдонима, под който Майли пее, продуцентите се спират на Хана Монтана, а предишни предложения включват Саманта Йорк, Алексис Тексас и Ана Кабана.
През декември 2006 г. от Дисни обявяват намеренията си да пуснат в продажба свързани с шоуто продукти от сорта на бижута, кукли и дрехи в избрани магазини. Компанията Play Along Toys издават модни Хана Монтана кукли, пеещи кукли, Майли Стюарт кукли и други стоки през август 2007 г. По-късно пускат и още Хана Монтана кукли, както и кукли на Оливър, Лили и Джейк Райън. Продуктите стават едни от най-популярните коледни подаръци за 2007 г.
Според южноафриканския вестник „Дейли Диспатч“ към 2008 г. „Хана Монтана“ има световна публика от около 200 милиона зрители. "Ако зрителите на „Хана Монтана“ си имаха собствена държава, те щяха да са петата по големина на населението страна в света – малко повече от Бразилия." казват от вестника. През февруари 2008 г. от Дисни осъзнават, че франчайза на предаването от такава важност за компанията, че трябва да свикат многоплатформена международна конференция от 80 души, които да обсъдят бъдещето на „Хана Монтана“. Всички отдели на компанията имат представители на срещата.

### Начална мелодия
Началната мелодия на Хана Монтана е откъс от песента „The Best of Both Worlds“, написана от Роби Невил и Матю Джерард, който е също така и неин продуцент, и изпълнена от Майли Сайръс (като Хана Монтана). Музиката е дело на Джон Картман, който е и създател на много от допълнителните звукови ефекти по време на епизодите от първия сезон. Текстът на песента е описание на цялостната идея на сериала.
Пълната версия на песента, която е дълга 2 минути и 54 секунди, е включена в официалния саундтрак към първия сезон, издаден през октомври 2006 г. За началото на предаването са използвани само 50 секунди от песента, тоест първите два куплета. Други песни, обмисляни като начална мелодия, са „Just Like You“ и „The Other Side of Me“.
За началните кадри на епизодите от първия и втория сезон са използвани сцени от предаването. При изписване на името на всеки един от актьорите в главните роли са включени кадри на съответния герой. След представянето на актьорите следват откъси от епизодите, а имената на създателите се появяват в предпоследния кадър. Заглавието на шоуто с характерния му изглед се появяват в началото и в края на встъплението и заемат половината от екрана, подреден като концертна сцена. В другата половина е Сайръс като героинята ѝ, Хана Монтана. Единствените промени в началните кадри на епизодите от втория сезон са заместването на сцените от първия с такива от втория сезон и добавянето на логото на Дисни над логото на „Хана Монтана“.
Третият и четвъртият сезон използват различни встъпителни кадри. Те представят Майли, преоблечена като Хана, в обстановка, прилична на площада Таймс Скуеър. Имената на актьорите в главните роли са изписани наред с кадри от сезона. Мелодията все още е тази на „The Best of Both Worlds“, но леко променена. Използваната версия е първоначално представена в „Хана Монтана: Филмът“. Промяната в началните кадри на „Хана Монтана“ бележи първия път, в който предаване на Disney Channel изцяло подменя встъпителните си кадри. Към списъка с промените се добавя и преминаването към HD в четвъртия сезон. Освен това, Мичъл Мусо е премахнат от встъпителните кадри, а към заглавието е добавена думата „Forever“ („Завинаги“).

### Съдебни процеси
На 23 август 2007 г. Бъди Шефийлд завежда дело срещу Дисни на базата на обвинението, че оригиналната идея за „Хана Монтана“ е негова, но от компанията не са го обезщетили при осъществяването ѝ. Според твърденията му през 2001 г. той е предложил предаване с името „Rock and Roland“ (бел.пр. „Рок енд Роланд“), което да развива историята на гимназист, който води таен живот като рок звезда. Първоначално от Дисни харесали идеята, но така и не реализирали предаването.
Създателите на „Хана Монтана“, Рич Коръл и Бари О'Брайън, образуват съдебно дело срещу Дисни за 5 милиона долара за неизплатени печалби от шоуто и предварително уговорени бонуси, полагащи се на създателите, чиито имена се появяват в началните и крайните надписи на предаването. През октомври 2008 г. третият създател на шоуто, Майкъл Пориес, съди Дисни по подобни причини.

## Актьори и герои

### Главни герои
- Майли Стюарт/Хана Монтана – Майли Сайръс
- Лили Тръскот/Лола Луфнейгъл – Емили Осмънт
- Оливър Оукен/Майк Стендли III – Мичъл Мусо (главна роля в сезони 1 – 3, второстепенна в сезон 4)
- Джаксън Стюърт – Джейсън Ърлс
- Роби Стюърт – Били Рей Сайръс
- Рико Суаве – Мойсес Ариас (главна роля в сезони 2 – 4, второстепенна в сезон 1)

### Допълнителни роли
- Сюзън Стюърт – Брук Шийлдс
- Амбър Адисън – Шаника Ноулс
- Ашли Дюит – Ана Мария Перез де Тагле
- Трейси Ван Хорн – Роми Деймс
- Джони Палъмбо – Хейли Чейс
- Леля Доли – Доли Партън
- Баба Рути – Вики Лоурънс
- Рокси Роукър – Френсис Келиър
- Джейк Райън – Коуди Линли
- Микейла – Селена Гомес
- Джони Колинс – Корбин Блю
- Сара – Морган Йорк
- Малко момиченце (малка, но често използвана роля) – Ноа Сайръс
- Керън Кънкъл – Ерин Матюс
- Господин Донциг – Пол Вогт
- Лиза Липосукцията – Лиса Арк
- Куупър – Андре Кини
- Макс – Тео Оливарес
- Тор – Андрю Колдуел
- Мистър Корели – Грег Бейкър
- Сиена – Тамин Сърсок
- Джеси – Дрю Рой

## Филми

### Хана Монтана и Майли Сайръс: Най-доброто от двата свята
„Хана Монтана и Майли Сайръс: Най-доброто от двата свята“ е концертен филм на Уолт Дисни Пикчърс, излъчен в Disney Digital 3-D. Изначало от Дисни планират изданието да бъде в ограничени количества и то само през седмицата 1 – 8 февруари 2008 г. в САЩ и Канада с разпространение и в други държави на по-късен етап, но по-късно решават да удължат срока по желание на кината. През първия уикенд след пускането му филмът печели 31,1 милиона долара. Въпреки че е излъчван едва в 638 кина, той печели рекордните 42 000 долара на салон.

### Хана Монтана: Филмът
„Хана Монтана: Филмът“ е филмовата адаптация под формата на мюзикъл на сериала. Голяма част от снимките се провеждат в Тенеси и Лос Анджелис. Започват през април 2008 г. и приключват през юли 2008 г., като филмът е пуснат на големия екран в САЩ и Канада на 10 април 2009 г.

## Дискография

### Саундтракове
- Hannah Montana (2006)
- Hannah Montana 2/Meet Miley Cyrus (2007)
- Hannah Montana: The Movie (2009)
- Hannah Montana 3 (2009)
- Hannah Montana Forever (2010)

### Други
- Hannah Montana 2: Non-Stop Dance Party (2008)
- Best of Both World Concert (2008)
- Hannah Montana: Hits Remixed (2008)
- Best of Hannah Montana (2011)

## Награди и номинации
| Година                    | Награда                                                                            | Категория                                                                                  | Получател                                                            | Резултат  |
| ------------------------- | ---------------------------------------------------------------------------------- | ------------------------------------------------------------------------------------------ | -------------------------------------------------------------------- | --------- |
| 2006                      | Teen Choice Awards                                                                 | Телевизия: Нова звезда                                                                     | Майли Сайръс                                                         | Номиниран |
| 2006                      | Награди ASCAP                                                                      | Топ телевизионно предаване                                                                 | Актьорите и екипа на Хана Монтана                                    | Спечелена |
| 2007                      | Награди Golden Icon                                                                | Най-добър нов сериал – комедия                                                             | Актьорите и екипа на Хана Монтана                                    | Номиниран |
| 2007                      | Kids' Choice Awards                                                                | Любима телевизионна актриса                                                                | Майли Сайръс                                                         | Спечелена |
| 2007                      | Teen Choice Awards                                                                 | Телевизионно предаване: Комедия                                                            | Актьорите и екипа на Хана Монтана                                    | Спечелена |
| 2007                      | Teen Choice Awards                                                                 | Любима телевизионна актриса                                                                | Майли Сайръс                                                         | Спечелена |
| 2007                      | Creative Arts Emmy                                                                 | Невероятно детско предаване                                                                | Актьорите и екипа на Хана Монтана                                    | Номиниран |
| 2008                      | Kids' Choice Awards                                                                | Любима телевизионна звезда                                                                 | Майли Сайръс                                                         | Спечелена |
| 2008                      | Kids' Choice Awards                                                                | Любимо телевизионно предаване                                                              | Актьорите и екипа на Хана Монтана                                    | Номиниран |
| 2008                      | Young Artist Award                                                                 | Най-добро семейно телевизионно предаване                                                   | Актьорите и екипа на Хана Монтана                                    | Спечелена |
| 2008                      | Young Artist Award                                                                 | Най-добра роля в телевизионно предаване – Млада актриса в главната роля                    | Майли Сайръс                                                         | Спечелена |
| 2008                      | Young Artist Award                                                                 | Най-добра роля в телевизионно предаване – Млада актриса в малка роля                       | Райън Нюман                                                          | Номиниран |
| 2008                      | Young Artist Award                                                                 | Най-добро телевизионно участие на екип от млади актьори                                    | Майли Сайръс, Коуди Линли, Мичъл Мусо, Емили Озмънт, Мойзес Ариас    | Номиниран |
| 2008                      | Награди Грейси Алън                                                                | Невероятна женска главна роля – комедийни предавания                                       | Майли Сайръс                                                         | Спечелена |
| 2008                      | Teen Choice Awards                                                                 | Телевизионна актриса – комедия                                                             | Майли Сайръс                                                         | Спечелена |
| 2008                      | Teen Choice Awards                                                                 | Телевизионно предаване – комедия                                                           | Актьорският състав и екипа на Хана Монтана                           | Спечелена |
| 2008                      | Creative Arts Emmy                                                                 | Изключително предаване за деца                                                             | Актьорският състав и екипът на Хана Монтана                          | Номиниран |
| 2008                      | Television Critcs Association Award                                                | Изключителни постижения на детско предаване                                                | Актьорският състав и екипът на Хана Монтана                          | Номиниран |
| 2008                      | BAFTA Children's Awards                                                            | Децата гласуват 2008                                                                       | Актьорският състав и екипът на Хана Монтана                          | Спечелена |
| 2008                      | Награди ASCAP                                                                      | Топ телевизионен сериал                                                                    | Актьорският състав и екипът на Хана Монтана                          | Спечелена |
| 2008                      | Kids' Choice Awards на Никелодеон Великобритания                                   | Любима телевизионна актриса                                                                | Майли Сайръс                                                         | Спечелена |
| 2009                      |                                                                                    |                                                                                            |                                                                      |           |
| Kids' Choice Awards       | Любимо телевизионно предаване                                                      | Актьорският състав и екипът на Хана Монтана                                                | Номиниран                                                            |           |
| Kids' Choice Awards       | Любима телевизионна актриса                                                        | Майли Сайръс                                                                               | Номиниран                                                            |           |
| 30-и Награди Young Artist | Най-добро изпълнение в телевизионен сериал (комедия или драма) – Главна роля       | Майли Сайръс                                                                               | Номиниран                                                            |           |
| 30-и Награди Young Artist | Най-добро изпълнение в телевизионен сериал (комедия или драма) – Малка мъжка роля  | Мойзес Ариас                                                                               | Номиниран                                                            |           |
| 30-и Награди Young Artist | Най-добро изпълнение в телевизионен сериал (комедия или драма) – Малка женска роля | Емили Озмънт                                                                               | Номиниран                                                            |           |
| Награди Грейси Алън       | Изключителна женска главна роля – комедии                                          | Майли Сайръс                                                                               | Спечелена                                                            |           |
| Creative Arts Emmy        | Изключително детско предаване                                                      | Актьорският състав и екипът на Хана Монтана                                                | Номиниран                                                            |           |
| Награди ASCAP             | Топ телевизионен сериал                                                            | Актьорският състав и екипът на Хана Монтана                                                | Спечелена                                                            |           |
| MTV Movie Awards          | Най-добра филмова песен                                                            | „The Climb“ (от саундтрака на Хана Монтана: Филмът)                                        | Спечелена                                                            |           |
| MTV Movie Awards          | Пробивно изпълнение                                                                | Майли Сайръс в Хана Монтана: Филмът                                                        | Номиниран                                                            |           |
| Teen Choice Awards 2009   | Телевизионна актриса: Комедия                                                      | Майли Сайръс                                                                               | Спечелена                                                            |           |
| Teen Choice Awards 2009   | Телевизионно предаване: Комедия                                                    | Актьорският състав и екипът на Хана Монтана                                                | Спечелена                                                            |           |
| Teen Choice Awards 2009   | Филм: Целувка                                                                      | Майли Сайръс и Лукас Тил (в Хана Монтана: Филмът)                                          | Номиниран                                                            |           |
| Teen Choice Awards 2009   | Филмова актриса: Музика/Танц                                                       | Майли Сайръс (в Хана Монтана:Филмът)                                                       | Спечелена                                                            |           |
| Teen Choice Awards 2009   | Филм: Постановка                                                                   | Актьорският състав и екипът на Хана Монтана: Филмът                                        | Спечелена                                                            |           |
| Teen Choice Awards 2009   | Музика: Сингъл                                                                     | „The Climb“ (от саундтрака на Хана Монтана: Филмът)                                        | Спечелена                                                            |           |
| 2010                      | Награди Young Artists                                                              | Най-добро представяне в телевизионно предаване (кодмедия или драма) – Водеща млада актриса | Майли Сайръс                                                         | Номиниран |
| 2010                      | Creative Arts Emmy                                                                 | Изключително детско предаване                                                              | Актьорският състав и екипът на Хана Монтана                          | Номиниран |
| 2010                      | Kid's Choice Awards Мексико                                                        | Любима чуждестранна актриса от телевизионно предаване                                      | Майли Сайръс                                                         | Номиниран |
| 2010                      | Kids' Choice Awards                                                                | Любима телевизионна актриса                                                                | Майли сайръс                                                         | Номиниран |
| 2010                      | Kids' Choice Awards                                                                | Любима филмова актриса                                                                     | Майли Сайръс                                                         | Спечелена |
| 2010                      | Награди на ASCAP за поп музика                                                     | Най-изпълнявана песен                                                                      | „The Climb“ (от саундтрака на Хана Монтана: Филмът)                  | Спечелена |
| 2010                      | Музикални награди MYX                                                              | Любимо чуждестранно видео                                                                  | Видео клипът към „The Climb“ (от саундтрака на Хана Монтана: Филмът) | Номиниран |
| 2011                      | 32-ри награди Young Artist                                                         | Най-добро представяне в телевизионно предаване (Малка роля на актриси под десет години)    | Мери Чарлз Джоунс                                                    | Номиниран |
| 2011                      | 32-ри награди Young Artist                                                         | Най-добро представяне в телевизионно предаване (Гостуващ актьор 11 – 13 години)            | Дейвид Бъръс                                                         | Номиниран |
| 2011                      | Teen Choice Awards 2011                                                            | Любима телевизионна актриса                                                                | Майли Сайръс                                                         | Номиниран |
| 2011                      | Kids' Choice Awards Мексико                                                        | Любимо телевизионно предаване                                                              | Актьорският състав и екипът на Хана Монтана                          | Номиниран |

## Книги и DVD издания
Различни DVD издания са пуснати в DVD региони 1, 2 и 4 (САЩ, Канада, Африка, Европа). Изданията варират от дискове със сезоните на сериала до концертни DVD-та и различни компилации, свързани с предаването. Книжните издания по епизодите на сериала са общо 26, повечето обобщаващи два епизода в една книга. Отделно са издадени и 4 други книги, отново свързани със сериала или пълнометражния филм.

## Международни излъчвания
| Регион | Канал                                                                                          | Премиера                              |
| --- | ---------------------------------------------------------------------------------------------- | ------------------------------------- |
| Арабски свят                                                                                              | Disney Channel Близкия изток                                                                   | 24 март 2006 г. (оригинална премиера) |
| Арабски свят                                                                                              | MBC3                                                                                           | 10 ноември 2007 г.                    |
| Аржентина                                                                                                 | Disney Channel Латинска Америка                                                                | 2006 г.                               |
| Азия - Бруней - Хонг Конг - Индонезия - Южна Корея - Малайзия - Филипините - Сингапур - Тайланд - Виетнам | Disney Channel Азия                                                                            | 23 септември 2006 г.                  |
| Южна Азия - Бангладеш - Индия - Пакистан - Шри Ланка                                                      | Disney Channel Индия                                                                           | 23 септември 2006 г.                  |
| Австралия                                                                                                 | Disney Channel Австралия                                                                       | 7 август 2006 г.                      |
| Австралия                                                                                                 | Seven Network                                                                                  | 7 април 2007 г.                       |
| Латвия Естония Литва                                                                                      | Disney Channel Скандинавия                                                                     | 29 септември 2006 г.                  |
| Белгия | VT4                                                                                            | 3 септември 2007 г.                   |
| Белгия | Disney Channel Холандия и Белгия                                                               | 1 ноември 2009 г.                     |
| Бразилия                                                                                                  | Disney Channel Латинска Америка                                                                | 26 ноември 2006 г.                    |
| Бразилия                                                                                                  | Rede Globo                                                                                     | 5 април 2008 г.                       |
| България                                                                                                  | Jetix                                                                                          | 15 август 2008 г.                     |
| България                                                                                                  | БНТ 1                                                                                          | 28 март 2009 г.                       |
| България                                                                                                  | Disney Channel България                                                                        | 18 септември 2009 г.                  |
| Кипър | Cyprus Broadcasting Company                                                                    | 1 октомври 2009 г.                    |
| Канада | Family                                                                                         | 4 август 2006 г.                      |
| Чили | Disney Channel Латинска Америка                                                                | 11 ноември 2006 г.                    |
| Чили | Канал 13                                                                                       | 20 април 2007 г.                      |
| Китай | SMG International Channel Shanghai                                                             | 30 юни 2008 г.                        |
| Колумбия                                                                                                  | Disney Channel Латинска Америка                                                                | 12 ноември 2006 г.                    |
| Чехия | Jetix                                                                                          | 2008 г.                               |
| Чехия | TV Nova                                                                                        | 3 септември 2011 г.                   |
| Дания | Disney Channel Дания                                                                           | 29 септември 2006 г.                  |
| Дания | DR 1                                                                                           | Януари 2007 г.                        |
| Доминиканска република                                                                                    | Disney Channel Латинска Америка                                                                | 12 ноември 2006 г.                    |
| Финландия                                                                                                 | Disney Channel Скандинавия                                                                     | 9 февруари 2008 г.                    |
| Франция                                                                                                   | Disney Channel Франция                                                                         | 3 октомври 2006 г.                    |
| Германия                                                                                                  | Disney Channel Германия                                                                        | 23 септември 2006 г.                  |
| Германия                                                                                                  | Super RTL                                                                                      | 24 септември 2007 г.                  |
| Гърция | Disney Channel Гърция                                                                          | 31 октомври 2009 г.                   |
| Исландия                                                                                                  | RÚV                                                                                            | 2007 г.                               |
| Ирландия                                                                                                  | TRTE, Disney Channel                                                                           | 6 май 2006 г.                         |
| Израел | Arutz HaYeladim                                                                                | 6 юни 2007 г.                         |
| Израел | Джетикс/Дисни Ченъл Израел                                                                     | 2009 г.                               |
| Италия | Disney Channel                                                                                 | 21 септември 2006 г.                  |
| Италия | Italia 1                                                                                       | 24 септември 2007 г.                  |
| Япония | Disney Channel Япония                                                                          | 14 октомври 2006 г.                   |
| Япония | TV Токио                                                                                       | 5 октомври 2007 г.                    |
| Ливан | Future Television                                                                              | Януари 2009 г.                        |
| Република Македония                                                                                       | A1 Television                                                                                  | 29 септември 2008 г.                  |
| Мексико                                                                                                   | Disney Channel Латинска Америка                                                                | 21 ноември 2006 г.                    |
| Мексико                                                                                                   | Azteca 7 TV Azteca                                                                             | 6 юли 2007 г.                         |
| Молдова                                                                                                   | Disney Channel Румъния                                                                         | 18 септември 2009 г.                  |
| Холандия                                                                                                  | Джетикс                                                                                        | 17 май 2008 г.                        |
| Холандия                                                                                                  | Disney Channel Холандия и Белгия (Първия сезон озвучен на холандски, от втория – със субтитри) | 9 октомври 2009 г.                    |
| Нова Зеландия                                                                                             | Disney Channel Нова Зеландия Four Sticky TV                                                    | 7 август 2006 г.                      |
| Норвегия                                                                                                  | Disney Channel Скандинавия                                                                     | 29 септември 2009 г.                  |
| Пакистан                                                                                                  | Disney Channel                                                                                 | 24 март 2006 г. (премиера в САЩ)      |
| Пакистан                                                                                                  | Disney Channel Арабия                                                                          | 24 март 2006 г.                       |
| Пакистан                                                                                                  | Disney Channel Индия                                                                           | 23 септември 2006 г.                  |
| Пакистан                                                                                                  | Джетикс Пакистан                                                                               | 5 януари 2008 г.                      |
| Пакистан                                                                                                  | GEO Kids (със субтитри на урду)                                                                | Ноември 2008 г.                       |
| Пакистан                                                                                                  | WikKid Plus (озвучен на урду)                                                                  | 12 януари 2009 г.                     |
| Панама | Disney Channel Латинска Америка                                                                | 11 ноември 2006 г.                    |
| Панама | Tele 7                                                                                         | 2 януари 2008 г.                      |
| Перу | Disney Channel Латинска Америка                                                                | 11 ноември 2006 г.                    |
| Полша | Disney CHannel Полша                                                                           | 2 декември 2006 г.                    |
| Португалия                                                                                                | Disney Channel Португалия                                                                      | 2006 г.                               |
| Квебек | VRAK.TV                                                                                        | 18 юни 2007 г.                        |
| Румъния                                                                                                   | TVR 1                                                                                          | 3 юли 2007 г.                         |
| Румъния                                                                                                   | Джетикс                                                                                        | 15 август 2008 г.                     |
| Румъния                                                                                                   | Disney Channel Румъния                                                                         | 18 септември 2009 г.                  |
| Русия | STS                                                                                            | 1 септември 2008 г.                   |
| Русия | Disney Channel Русия                                                                           | 10 август 2010 г.                     |
| Република Южна Африка                                                                                     | Disney Channel Южна Африка                                                                     | 29 септември 2006 г.                  |
| Сърбия | Джетикс/Disney XD                                                                              | 2008 г.                               |
| Сърбия | RTS                                                                                            | декември 2010 г.                      |
| Словения                                                                                                  | Kanal A                                                                                        | октомври 2008 г.                      |
| Словакия                                                                                                  | Jednotka                                                                                       | май 2007 г.                           |
| Словакия                                                                                                  | Джетикс                                                                                        | май 2007 г.                           |
| Испания                                                                                                   | Disney Channel Испания                                                                         | януари 2007 г.                        |
| Швеция | Disney Channel Скандинавия SVT                                                                 | 29 септември 2006 г.                  |
| Тринидад и Тобаго                                                                                         | CNC3 Television                                                                                | ноември 2008 г.                       |
| Тринидад и Тобаго                                                                                         | Disney Channel                                                                                 | 24 март 2006 г.                       |
| Тайван | Disney Channel Тайван                                                                          | 4 ноември 2006 г.                     |
| Турция | Digiturk                                                                                       | 29 април 2007 г.                      |
| Турция | Disney Channel Турция                                                                          | 29 април 2007 г.                      |
| Украйна                                                                                                   | Новий Канал                                                                                    | 23 февруари 2010 г.                   |
| Великобритания                                                                                            | Disney Channel Великобритания Five                                                             | 6 май 2006 г.                         |
| Великобритания                                                                                            | CITV                                                                                           |                                       |
| САЩ | Disney Channel                                                                                 | 24 март 2006 г.                       |
| САЩ | Ей Би Си Кидс                                                                                  |                                       |
| Виетнам                                                                                                   | Disney Channel Азия                                                                            | 23 септември 2006 г.                  |
| Виетнам                                                                                                   | VTC9 (сезони 2 и 3 озвучени на виетнамски)                                                     | 9 април 2010 г.                       |

## В България
В България сериалът започва на 23 март 2009 г. по БНТ 1. Излъчени са първи и втори сезон. Ролите се озвучават от Татяна Захова, Даниела Горанова, Вера Методиева, Симеон Владов и Цанко Тасев.
Същата година започва излъчване по Disney Channel. Дублажът е синхронен и е осъществен в студио Александра Аудио. Екипът се състои от:

### Синхронен дублаж
| Роля                      | Изпълнител |
| ------------------------- | --- |
| Майли Стюарт/Хана Монтана | Цвета Колева |
| Лили Тръскот              | Грета Михайлова |
| Джаксън Стюарт            | Мартин Герасков |
| Оливър Оукън              | Явор Караиванов |
| Роби Рей Стюарт           | Здравко Димитров |
| Рокси, Рико и леля Доли   | Светлана Смолева |
| Трейси                    | Мина Костова |
| Други гласове             | Поликсена Костова Слава Рачева Цветослава Симеонова Сандра Петрова Василка Сугарева Вилма Карталска Албена Михова Анатолий Божинов Петър Върбанов Петър Бонев Стефан Сърчаджиев-Съра Христо Бонин Иван Петков Стефан Стефанов Николай Пърлев Кирил Бояджиев Георги Спасов Иван Велчев |

### Екип
| Изпълнителен продуцент | Васил Новаков    |
| Преводач               | Милена Васкова   |
| Тонрежисьор            | Петър Костов     |
| Режисьор на дублажа    | Василка Сугарева |

### Издания на DVD в България
Първи и втори сезон са издадени на DVD със субтитри на български от А+Films. Първи сезон се състои от четири, а втори от пет диска.